# Rüthen

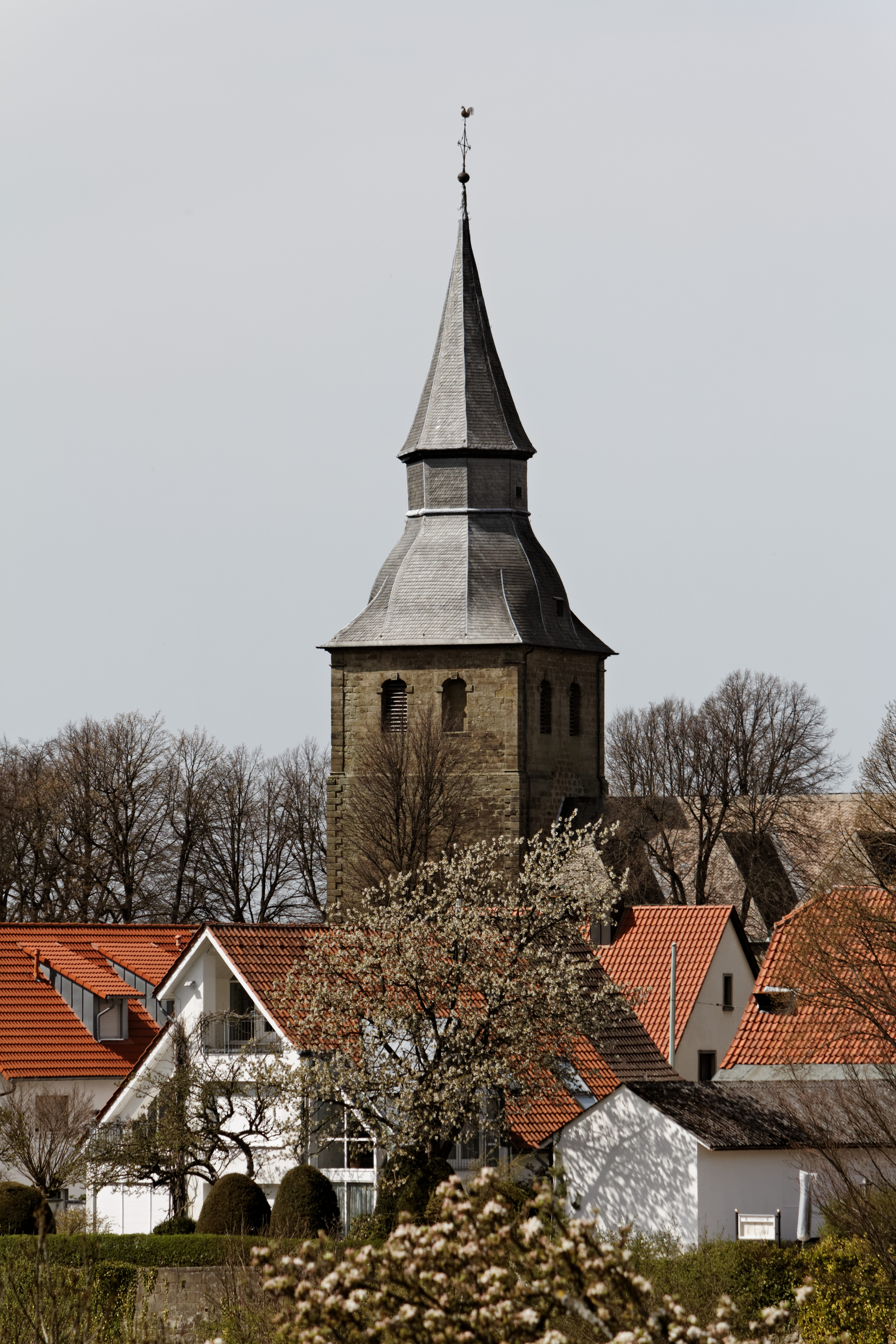
St. Johannes

Rüthen est une ville et une commune allemande de l'arrondissement de Soest en Rhénanie-du-Nord-Westphalie. Elle est sur la Möhne, environ 20 km au sud de Lippstadt et 35 km au sud-ouest de Paderborn. Le village de Kallenhardt lui a été rattaché en 1975.

## Patrimoine architectural
- Château de Körtlinghausen à Kallenhardt.

## Personnalités
- Melchior Ludolf Herold (1753 à Rüthen - 1810), prêtre et compositeur de chants religieux allemand.